# Ecaterina Stahl-Iencic
Ecaterina Clara Stahl-Iencic, aussi connue sous le nom de Katalin Jencsik, est une escrimeuse roumaine spécialiste du fleuret née le 31 juillet 1946 à Satu Mare et morte le 26 novembre 2009 dans la même ville.

## Biographie
Lors des Jeux olympiques d'été de 1968 et des Jeux olympiques d'été de 1972, elle remporte la médaille de bronze en participant à l'épreuve du fleuret féminin par équipes.
Aux championnats du monde d'escrime, elle remporte l'or en fleuret individuel en 1975.
Elle est la mère de Cristina Stahl.

## Distinctions
- 2019 : Intronisée au FIE Hall of Fame[3]